# Aeshna cyanea
Aeshna cyanea (Müller, 1764) je vrsta iz familije Aeshnidae. Srpski naziv ove vrste je Šumski kraljević.

## Opis vrste
Trbuh mužjaka je zeleno-crn, osim samog kraja koji je plav. Sa bočne strane trbuha vidi se niz plavih tačaka. Trbuh ženki je zeleno-crn. Bočna strana grudi oba pola je zeleno-crna s karakterističnim rasporedom. Mlade jedinke su žuto-crne. Krila oba pola su providna s kratkom i tamnom pterostigmom. Uglavnom je viđamo kako leti u osenčenom delu staništa, odakle lovi i brani svoju teritoriju.

## Stanište
Razni tipovi voda, najčešće stajaćih. Najviše preferira manje vode sa prisutnom obalnom vegetacijom koja pravi senku na vodi. Može se naći i na manjim rekama brdskog regiona. Najčešće se nalazi na visinama do 1000 m, retko na većim. 

## Životni ciklus
Ova vrsta se razmnožava u stajaćim ili sporotekućim vodama. Ženke polažu jaja gurajući svoj trbuh u trule delove vodenih biljaka. Jaja ulaze u dijapauzu i izležu se tek narednog proleća. Razviće larvi traje dve do tri godine, nakon čega se izležu odrasle jedinke ostavljajuči svoju egzuviju na visokom obalnom rastinju.

## Sezona letenja
Sezona letenja traje od juna do novembra.

## Галерија
- Мужјак
- Женка
- Женка полаже јаја
- Ларва
- Женка једе осу, Vespula vulgaris